# 亚历山德拉·帕利亚罗
亚历山德拉·帕利亚罗（義大利語：Alessandra Pagliaro，1997年7月16日—），意大利女子举重运动员，2013年欧洲U17举重锦标赛女子44公斤级金牌得主、2017年欧洲青年举重锦标赛女子48公斤级金牌得主、2019年欧洲U23举重锦标赛女子45公斤级金牌得主。她的姐姐Genny同样也是举重运动员。